# Дієвідміна
Дієвідміна — це:
1. система відмінюваних форм дієслова, які виражають категорії особи, способу, часу, числа;
2. група дієслів, що має однакові форми відмінювання залежно від характеру основи.

Розрізняють два типи дієвідмінювання — І (першу) і ІІ (другу) дієвідміни.
Найпростіше визначити дієвідміну за закінченнями 3-ї особи множини теперішнього часу недоконаного виду чи майбутнього часу доконаного виду:
- І дієвідміна — закінчення -уть (-ють): допомож-уть, мрі-ють;
- ІІ дієвідміна — закінчення -ать (-ять): стеж-ать, говор-ять.